# Polychrus femoralis
Polychrus femoralis är en ödleart som beskrevs av  Werner 1910. Polychrus femoralis ingår i släktet Polychrus och familjen Polychrotidae. Inga underarter finns listade i Catalogue of Life.